# Martin Kroisleitner
Martin Kroisleitner (22 ottobre 1978) è un allenatore di sci alpino ed ex sciatore alpino austriaco.

## Biografia

### Carriera sciistica
Originario di Kapfenberg e attivo in gare FIS dal dicembre del 1994, Kroisleitner esordì in Coppa Europa il 18 dicembre 1996 a Haus in discesa libera (17º); in Coppa del Mondo disputò 7 gare, tutte slalom speciali (il primo il 16 gennaio 2005 a Wengen, l'ultimo l'11 marzo 2006 a Shigakōgen), senza portarne a termine nessuna. Si ritirò all'inizio della stagione 2006-2007 e la sua ultima gara fu uno slalom speciale FIS disputato il 17 dicembre a Steamboat Springs, non completato da Kroisleitner; in carriera non prese parte a rassegne olimpiche o iridate.

### Carriera da allenatore
Dopo il ritiro è divenuto allenatore nei quadri della Federazione sciistica dell'Austria.

## Palmarès

### Coppa Europa
- Miglior piazzamento in classifica generale: 65º nel 2005

#### Coppa Europa - gare a squadre
- 1 podio:
  - 1 terzo posto

### Nor-Am Cup
- Miglior piazzamento in classifica generale: 17º nel 2003
- 3 podi:
  - 2 secondi posti
  - 1 terzo posto